# トスマー
トスマー（Tosmah, 1961年 - 1991年）は、アメリカ合衆国の競走馬、繁殖牝馬。競走馬として特に2・3歳時の成績が顕著だった馬で、生涯で39戦23勝を戦績を挙げ、のちの1984年にアメリカ競馬殿堂入りを果たした。名繁殖牝馬コスマーの娘であり、半弟に種牡馬として顕著な成績を残したヘイローがいる。

## 経歴
- 特記がない限り、競走はすべてダートコース。また、当時はグレード制未導入。

### 出自
ガーデンステート競馬場などの所有者として知られるユージン・モリが、ケンタッキー州で生産したサラブレッドの牝馬である。トスマーは幼駒のうちにアンソニー・インベシに10万ドルで購入され、彼の所有するブライアーデールファームの勝負服、そしてジョセフ・マーグラー調教師の調教の下で競走馬となった。トスマーは大柄な馬で、牝馬ながら3歳の終わり頃には体高15.3ハンドほどあったという。

### 2歳時（1963年）
トスマーのデビュー戦は7月26日のモンマスパーク競馬場で行われた未勝利戦で、単勝オッズ2.5倍の1番人気にこたえてこれに勝利した。
以後の競走も勝ち続け、年内8戦目のガーデニアステークスで着外に敗れるまでに7連勝を記録した。その間にはマーメイドステークス（アトランティックシティ・6ハロン）やアスタリタステークス（アケダクト・7ハロン）、フリゼットステークス（アケダクト・8ハロン）といった2歳牝馬路線の主要競走を制していた。この戦績は各メディアに高く評価され、当時の年度代表馬を選考していた機関のうち『Daily Racing Form』（DRF）紙と『Turf and Sports Digest』誌がトスマーを最優秀2歳牝馬に選出している。

### 3歳時（1964年）
この年は4月から始動して、初戦こそ4着と落としたが、3戦目のコロニアルハンデキャップ（グレーヴセンド・6ハロン）から5連勝するなど再び調子を取り戻した。この年は3歳戦のみならず古馬とも対決し、牝馬路線の古豪オールドハットなどを破りながら14戦10勝2着3回と大活躍、出走した競走もアーリントンクラシックステークス（アーリントンパーク・8ハロン）やベルデイムステークス（アケダクト・9ハロン）、マスケットハンデキャップ（アケダクト・8ハロン）など内容の濃いものであった。
これらの戦績から、トスマーは同年の最優秀3歳牝馬に選出され、また『Daily Racing Form』紙は同馬を最優秀ハンデキャップ牝馬にも選出している。

### 4歳以降（1965-1966年）
古馬になって以降のトスマーは3歳までに比べて勢いが衰えたものの、それでも4歳時に3勝、5歳時にも3勝を挙げている。古馬時代の主な勝負に1965年のマスケットハンデキャップがあり、ここでは強豪アフェクショネイトリーをハナ差で破って連覇を達成している。ほか、1966年にはジョン・B・キャンベルハンデキャップにおいて、前年のケンタッキーダービー優勝馬ラッキーデボネアを破って優勝している。

## 繁殖入り後
引退後はニュージャージー州のブライアーデールファームで繁殖牝馬となったが、23歳で繁殖牝馬を引退するまでに出した産駒は4頭のみ、また産駒の成績もラジュデッカ（La Guidecca, 1971年生、牝馬）が1973年のニュージャージーフューチュリティに勝ったのが関の山であった。産駒の繁殖成績も目立ったものはなかった。
1984年、アメリカ競馬名誉の殿堂博物館はトスマーの競走成績を評価して、同馬の殿堂入りを発表した。
その後トスマーは1991年に同牧場で死亡、同地に埋葬された。

## 血統表
| トスマーの血統                  | トスマーの血統                          | トスマーの血統                          | （血統表の出典）                        | （血統表の出典） |
| 父 Tim Tam アメリカ 黒鹿毛 1955 | 父の父Tom Fool アメリカ 鹿毛 1949       | Menow                                   | Pharamond                               | Pharamond        |
| 父 Tim Tam アメリカ 黒鹿毛 1955 | 父の父Tom Fool アメリカ 鹿毛 1949       | Menow                                   | Alcibiades                              |                  |
| 父 Tim Tam アメリカ 黒鹿毛 1955 | 父の父Tom Fool アメリカ 鹿毛 1949       | Gaga                                    | Bull Dog                                | Bull Dog         |
| 父 Tim Tam アメリカ 黒鹿毛 1955 | 父の父Tom Fool アメリカ 鹿毛 1949       | Gaga                                    | Alpoise                                 |                  |
| 父 Tim Tam アメリカ 黒鹿毛 1955 | 父の母Two Lea アメリカ 鹿毛 1946        | Bull Lea                                | Bull Dog                                | Bull Dog         |
| 父 Tim Tam アメリカ 黒鹿毛 1955 | 父の母Two Lea アメリカ 鹿毛 1946        | Bull Lea                                | Rose Leaves                             |                  |
| 父 Tim Tam アメリカ 黒鹿毛 1955 | 父の母Two Lea アメリカ 鹿毛 1946        | Two Bob                                 | The Porter                              | The Porter       |
| 父 Tim Tam アメリカ 黒鹿毛 1955 | 父の母Two Lea アメリカ 鹿毛 1946        | Two Bob                                 | Blessings                               |                  |
| 母 Cosmah アメリカ 鹿毛 1953    | 母の父Cosmic Bomb アメリカ 黒鹿毛 1944  | Pharamond                               | Phalaris                                | Phalaris         |
| 母 Cosmah アメリカ 鹿毛 1953    | 母の父Cosmic Bomb アメリカ 黒鹿毛 1944  | Pharamond                               | Selene                                  |                  |
| 母 Cosmah アメリカ 鹿毛 1953    | 母の父Cosmic Bomb アメリカ 黒鹿毛 1944  | Banish Fear                             | Blue Larkspur                           | Blue Larkspur    |
| 母 Cosmah アメリカ 鹿毛 1953    | 母の父Cosmic Bomb アメリカ 黒鹿毛 1944  | Banish Fear                             | Herodiade                               |                  |
| 母 Cosmah アメリカ 鹿毛 1953    | 母の母Almahmoud アメリカ 栗毛 1947      | Mahmoud                                 | Blenheim                                | Blenheim         |
| 母 Cosmah アメリカ 鹿毛 1953    | 母の母Almahmoud アメリカ 栗毛 1947      | Mahmoud                                 | Mah Mahal                               |                  |
| 母 Cosmah アメリカ 鹿毛 1953    | 母の母Almahmoud アメリカ 栗毛 1947      | Arbitrator                              | Peace Chance                            | Peace Chance     |
| 母 Cosmah アメリカ 鹿毛 1953    | 母の母Almahmoud アメリカ 栗毛 1947      | Arbitrator                              | Mother Goose                            |                  |
| 母系(F-No.)                     | (FN:2-d)                                | (FN:2-d)                                | (FN:2-d)                                | [ § 2 ]          |
| 5代内の近親交配                 | Pharamond 3x4, Bull Dog 4x4, Chicle 5x5 | Pharamond 3x4, Bull Dog 4x4, Chicle 5x5 | Pharamond 3x4, Bull Dog 4x4, Chicle 5x5 | [ § 3 ]          |
| 出典                            | 1. 2. 3.                                | 1. 2. 3.                                | 1. 2. 3.                                | 1. 2. 3.         |